# Bács Miklós (színművész)
Bács Miklós (Bukarest, 1964. szeptember 27. –) színész.

## Pályafutása
1983-ban tett érettségi vizsgát a bukaresti Magyar Líceumban, majd 1984-től a marosvásárhelyi Szentgyörgyi István Színművészeti Intézetben tanult. 1988-ban került a Kolozsvári Állami Magyar Színházhoz. Egyetemi tanárként dolgozik a kolozsvári Babeș–Bolyai Tudományegyetem Színház és Televízió Karán. Kutatási témája: Moren és Pirandello színháza. A Román Színházi Szövetség (UNITER) tagja. A "Galactoria" fesztivál alapítója.

## Fontosabb színházi szerepei
- Faragatlan fickó (Hszing Csien: A buszmegálló)
- Ottó (Katona József: Bánk bán)
- Mr. Martin (Ionescu: A kopasz énekesnő)
- Sárkány (Svarc)

## Rendezések, rendezői közreműködések
- Franz Wedekind: A tavasz ébredése
- Albert Camus: Félreértés
- Matei Visniec: Jó anyú, de ezek…
- Anton Pavlovics Csehov: Lakodalom
- Christopher Marlowe: Doktor Faustus tragikus históriája (rendezőasszisztens)

## Díjak, elismerések
- 2007 - Legjobb férfi főszereplő díja Az elveszett levél című előadásban (Román Komédia Fesztiválja, Bukarest)
- 2003 - Bánffy Miklós Emlékdíj, Kolozsvári Állami Magyar Színház